# Oió Oeste
Oió Oeste (em inglês: Oyo West) é uma Área de governo local no estado de Oió, Nigéria. Sua sede está na vila de Ojombodu.
Tem uma área de 526 km² e uma população de 136.236 no recenseamento de 2006.
O código postal da área é 211.